# Literaturjahr 1498
Liste der Literaturjahre

◄ | 1494 | 1495 | 1496 | 1497 | Literaturjahr 1498 | 1499 | 1500 | 1501 | 1502 | ► | ►►

Weitere Ereignisse

## Ereignisse

### Bücherverbrennung in Florenz

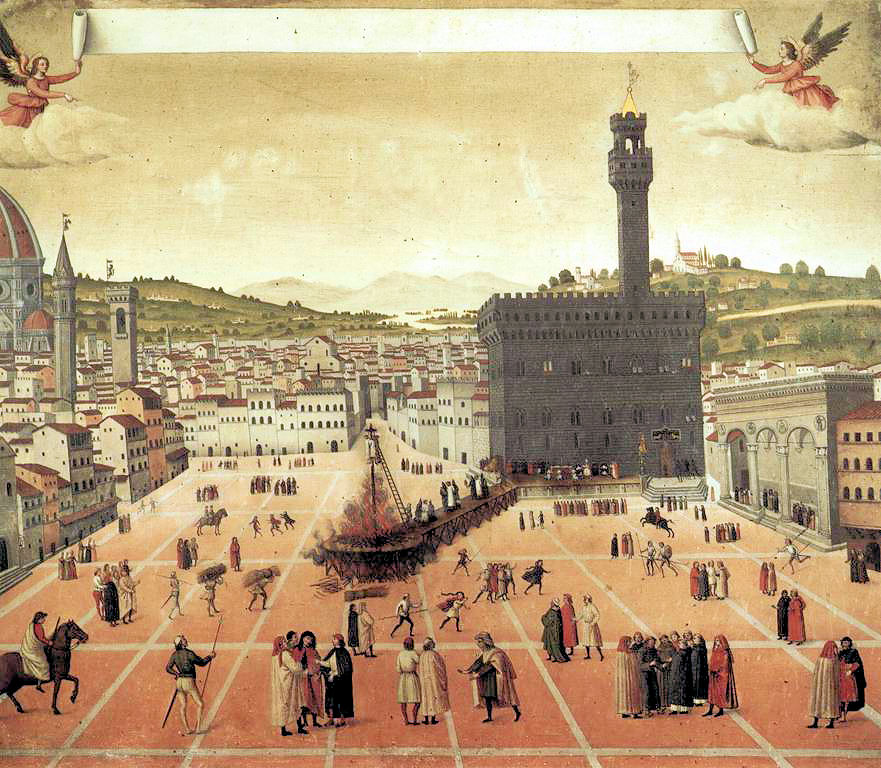
Die Hinrichtung Savonarolas auf der Piazza della Signoria

Girolamo Savonarola veranstaltet am 17. Februar auf der Piazza della Signoria in Florenz mit dem „Fegefeuer der Eitelkeiten“ eine weitere Bücherverbrennung. Am 23. Mai wird er selbst als „Häretiker, Schismatiker und Verächter des Hl. Stuhles“ auf der Piazza della Signoria hingerichtet und verbrannt. 

### Druckwerke

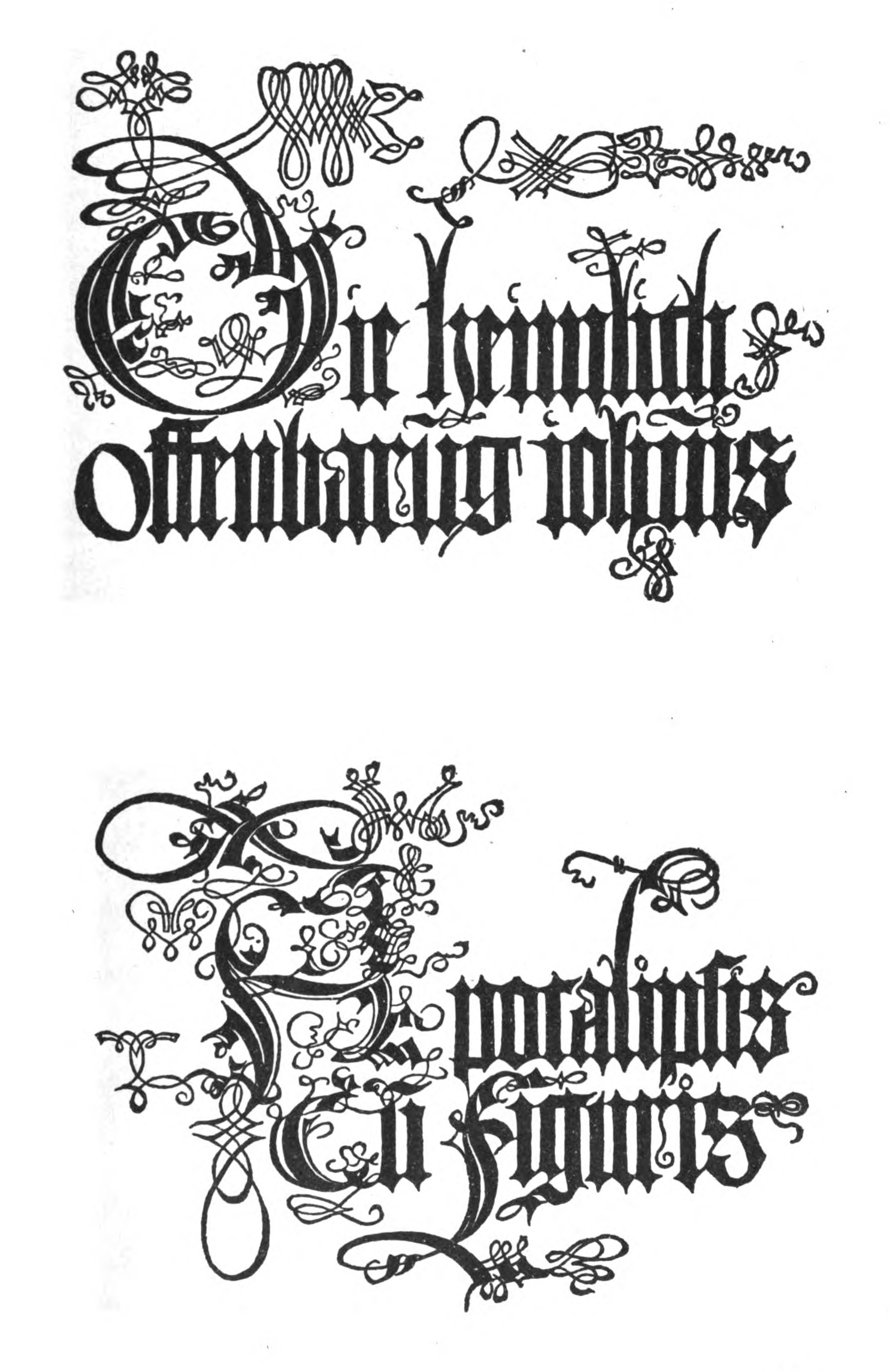
Apokalypse, Titelblätter der Ausgaben von 1498, deutsch (oben) und lateinisch (unten)

Das Druckwerk Die heimlich offenbarung iohannis, die Apokalypse des Johannes mit 15 Holzschnitten von Albrecht Dürer, wird veröffentlicht. Wenig später folgt die lateinische Ausgabe unter dem Titel Apocalipsis cum figuris. 
Hans van Ghetelen druckt in Lübeck das Tierepos Reynke de vos. Mit der Inkunabel verschafft er der im 13. Jahrhundert entstandenen Fabelfigur Reinecke Fuchs weiteren Ruhm im deutschsprachigen Raum. 

### Persönliche Notizen
Gefährtinnen der päpstlichen Hofbeamten werden im Liber notarum des päpstlichen Zeremonienmeisters Johannes Burckard erstmals als Kurtisanen bezeichnet.

## Geboren
- Marcantonio Flaminio, italienischer Philosoph, Dichter und Schriftsteller († 1550)
- Johannes Salat, Schweizer Gerichtsschreiber, Dramatiker, Historiker und Chronist († 1561)

## Gestorben

### Todesdatum gesichert
- 9. Juni: Julius Pomponius Laetus, italienischer Humanist, Herausgeber und Kommentator (* 1428)

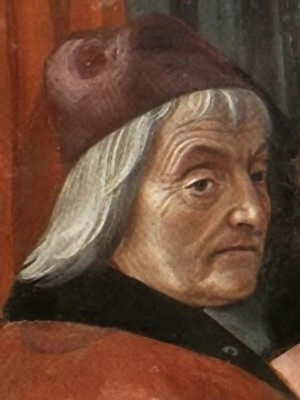
Cristoforo Landino; † 24. September

- 24. September: Cristoforo Landino, Florentiner Humanist, Dichter, Literaturtheoretiker, Philosoph und Übersetzer (* 1425)
- 27. Dezember: Alexander Hegius, deutscher Humanist und katholischer Priester (* 1439/40)

### Genaues Todesdatum unbekannt
- Vespasiano da Bisticci, Florentiner Buchhändler und Verleger (* 1421)